# Конклав 1689 года
Конклав 1689 года был созван после смерти Папы Иннокентия XI. Он завершился избранием кардинала Пьетро Вито Оттобони Папой Александром VIII. На конклаве предыдущие фракции объединились из-за недостатка численности, а дзеланти стали политической силой при избрании следующего Папы. В конечном итоге Оттобони был единогласно избран, с согласия светских монархов, став первым венецианцем за последние 200 лет, избранным Папой.

## Предыстория
Центральным политическим вопросом, касающимся папства во время понтификата Иннокентия XI, была дипломатическая напряжённость между папством и французской монархией по поводу droit de régale, заявленного права французских монархов получать доход от епархий в период sede vacante между смертью одного епископа и назначением нового. В ответ на буллу Иннокентия XI, осуждающую эту практику, в 1682 году французы провели национальный синод, который подтвердил это право короля. Иннокентий XI, в свою очередь, отказался утверждать французских епископов, в результате чего к 1688 году образовалось тридцать пять вакансий. Людовик XIV ответил тем же, захватив папскую территорию Авиньон.
В церковных делах Иннокентий XI не спешил назначать кардиналов, подождав до 1681 года, через пять лет после своего избрания, когда были назначены первые кардиналы. В то время он назначил шестнадцать кардиналов, все из которых были итальянцами. Это вызвало гнев католических монархов, поскольку в то время в коллегии оставалось мало неитальянцев. В 1686 году, во время своего следующего назначения кардиналов, он назначил двадцать семь кардиналов, включая одного французского кардинала и одиннадцать других неитальянцев. Всего за время понтификата Иннокентия XI было назначено сорок три кардинала, пятьдесят два из которых умерли.

## Конклав
Иннокентий XI скончался 12 августа 1689 года. На момент его смерти в Коллегии кардиналов было восемь вакансий. Конклав для избрания его преемника открылся 23 августа 1689 года, но из-за позднего прибытия французских кардиналов значимое голосование состоялось лишь через месяц. Французские кардиналы прибыли в Рим 23 сентября 1689 года и вступили на конклав 27 сентября. Булла Григория XV 1621 года «Aeterni Patris Filius» установила порог для избрания путём голосования в две трети участвующих выборщиков.
В конклаве 1689 года приняли участие пятьдесят три кардинала, и семь из них не были итальянцами. Из итальянских кардиналов семнадцать были из Папской области. Креатуры Иннокентия XI в целом не были связаны ни с одним из светских правителей того времени, и это отразилось на выборах: французская фракция насчитывала всего пять членов, в то время как кардиналы, связанные с Габсбургами, правившими Испанией и Священной Римской империей, насчитывали всего семь человек. «Эскадрон Воланте», присутствовавший на недавних конклавах, не принимала участия в конклаве 1689 года из-за недавней смерти Кристины, королевы Швеции, и Дечио Аццолино. Вместо этого в коллегии возникла влиятельная фракция дзеланти из девяти членов, которые стремились «[...] избрать лучшего папу, независимо от политических связей».
Франческо Мария Медичи возглавил испанскую партию, а Ринальдо д’Эсте возглавил французские фракции. Флавио Киджи и Палуццо Палуцци Альтьери дельи Альбертони, которые ранее возглавляли фракции, объединили свои силы из-за сокращения их численности и присоединились к Бенедетто Памфили и Медичи. Шарль д’Альбер д’Айи, герцог де Шон, был советником Людовика XIV по вопросам конклава вместе с д’Эсте и маркизом де Торе. К Медичи присоединился Луис Франсиско де ла Серда в качестве посла Испании при Святом Престоле. Император Священной Римской империи Леопольд I отправил Антона Флориана Лихтенштейна, на конклав в качестве своего представителя, не удовлетворившись тем, что его представлял Медичи. Лихтенштейн был принят на аудиенции у дверей конклава 27 сентября, а д’Айи — 2 октября.
Кандидатуры Раймондо Капицукки и Грегорио Барбариго рассматривались на раннем этапе конклава, но ни один из них не был избран. 20 сентября ходили слухи, что Барбариго был избран, но позже стало известно, что он попросил кардиналов не голосовать за него.

## Избрание Папы Александра VIII
С момента открытия конклава Пьетро Вито Оттобони считался наиболее подходящим кандидатом, но его сторонники действовали осмотрительно, поскольку предполагалось, что у него, как у венецианца, будут враги. Его поддержали дзеланти, а также Киджи. В конце концов Киджи убедил Медичи и Палуцци Альтьери также поддержать Оттобони. Он не был предпочтительным кандидатом Леопольда I, а Людовик XIV изначально выступал против его избрания, но в конечном итоге оба согласились. Его сторонники также обещали, что он утвердит французских епископов, которых отказался утвердить Иннокентий XI, и это был последний шаг на пути к его избранию. На момент открытия конклава Оттобони было 79 лет, и это также было расценено как положительный фактор при его избрании.
6 октября 1689 года Оттобони был единогласно избран Папой Александром VIII сорока девятью кардиналами-выборщиками. Он был первым венецианцем избранным папой римским за последние два столетия. Оттобони решил принять имя Александр в честь дяди Флавио Киджи, Александра VII, поскольку Киджи способствовал его избранию, а также он уважал Папу Александра III, который пользовался популярностью среди венецианцев. Первоначально он подумывал взять имя Урбан, в честь Урбана VIII, который помог ему начать церковную карьеру, но затем остановился на имени Александр.